# Hugh Beresford
Hugh Beresford (* 17. Dezember 1925 in Birkenhead, damals County Cheshire; † 23. November 2020 in Wien) war ein britischer Opernsänger (Bariton, später Heldentenor).

## Leben
Hugh Beresford, der irischer Abstammung war, wurde in der Hafenstadt Birkenhead im heutigen Metropolitan Borough of Wirral in der Grafschaft Merseyside geboren. Als Kind sang er im Dom von Liverpool bei Kirchenkonzerten als Solist.
Er studierte Gesang am Royal College of Music in Manchester, an der Wiener Musikakademie und hatte in London, Mailand und Düsseldorf Unterricht bei Dino Borgioli, Alfred Piccaver, Melchiorre Luise, Francesco Carino und Wolfgang Steinbrueck. 1951 gewann er den Richard Tauber-Preis.
Sein erstes Engagement hatte Beresford am Landestheater Linz, wo er 1953 als Bariton in der Rolle des Wolfram von Eschenbach in Tannhäuser. In Linz sang er u. a. in Ruggiero Leoncavallos Oper Edipo Re, seinem letzten und erst postum uraufgeführten Bühnenwerk, von dem 1960 vom Österreichischen Rundfunk mit dem Ensemble des Linzer Landestheaters auch eine Gesamtaufnahme produziert wurde. Anschließend folgten Engagements am Stadttheater Graz und am Stadttheater Augsburg. Von 1958 bis 1960 sang er am Opernhaus Wuppertal. 1960 wurde er festes Mitglied der Deutschen Oper am Rhein Düsseldorf-Duisburg, wo er bis 1970 im Ensemble verblieb und auch seine internationale Karriere begann. In der Spielzeit 1965/66 sang Beresford an der Deutschen Oper am Rhein jeweils in Neuinszenierungen die Titelrolle in Nabucco, wo er „vor allem für die Verzweiflung des gedemütigten und umnachteten Königs Baritonsequenzen von erschütternder, männlicher Intensität fand“, und den Tonio in Der Bajazzo.
Ab 1960 gastierte er mehrfach an der Covent Garden Opera. Im Mai 1961 debütierte er an der Wiener Staatsoper, an der Seite von Lisa della Casa, als Mandryka in Arabella. Er sang an den Opernhäusern in München, Stuttgart, Frankfurt a. M. und Zürich und gastierte auch an der Grand Opéra Paris. 1963 und 1966 wirkte er beim Holland Festival mit. In der Spielzeit 1963/64 gastierte er an der Oper Köln als Graf Tomski in Pique Dame. Im Juni 1964 sang er an der Wiener Staatsoper als Mandryka in einer Arabella-Neueinstudierung anlässlich der 100. Wiederkehr des Geburtstages von Richard Strauss unter der Leitung von Joseph Keilberth seine einzige Wiener Premiere. 1964 und 1965 gastierte er am Théâtre de la Monnaie in Brüssel als Rigoletto. 1966 sang er am Teatro La Fenice in Venedig den Mandryka mit Melitta Muszely als Partnerin in der Titelrolle und am Teatro Lirico Giuseppe Verdi in Triest den Wolfram. Ab 1967 trat er häufig an der Hamburgischen Staatsoper auf. 1968 gastierte er an der Deutschen Oper Berlin, 1970 am Staatstheater Karlsruhe. 1969 sang er auch in Amsterdam den Rigoletto.
Zu seinen Hauptrollen im Bariton-Fach gehörten die Verdi-Charaktere Rigoletto, der seine „Lieblingsrolle“ war, Nabucco, Germont-père, Posa, Graf Luna, Jago, Ford, sowie Alfio in Cavalleria rusticana, Eugen Onegin und Don Giovanni.
1970 vollzog Beresfeld den Stimm- und Fachwechsel zum Heldentenor. Er sang von 1971 bis 1976 und nochmals von 1978 bis 1984 an der Oper Köln. In der Spielzeit 1972/73 und in der Spielzeit 1973/74 sang er an der Wiener Staatsoper den Florestan in Fidelio. Bei den Bayreuther Festspielen übernahm er 1972–73 den Tannhäuser, wobei seine Leistung beim Publikum allerdings umstritten war. 1975 trat er an der Scottish Opera in Glasgow in der Tenorpartie des Bacchus in Ariadne auf Naxos auf. In der Spielzeit 1979/80 übernahm er am Theater Hagen den Hermann in einer Pique Dame-Neuinszenierung. In der Spielzeit 1980/81 folgte am Theater Hagen die Titelrolle in einer Othello-Neuinszenierung. 1981 sang er in Köln den Florestan und den Erik in Der Fliegende Holländer. 1981 gastierte er als Siegmund in Die Walküre in Amsterdam. In der Spielzeit 1982/83 gastierte er als Kalaf in Turandot am Stadttheater Bremerhaven und als „veritabler“ Titelheld „mit Stentor-Tönen“ in Otello am Theater Heidelberg.
Als Tenor sang er u. a. auch die Titelrolle in Peter Grimes, Herodes in Salome und den Canio.
Von Beresfords Stimme existieren einige wenige Tondokumente als Bariton und Tenor, u. a. sog. „Querschnitte“ der Opern Rigoletto und Margarethe (als Valentin). Von Beresfords Auftritt als Mandryka in Arabella (Venedig 1966) wurde ein Live-Mitschnitt auf CD veröffentlicht. Außerdem existiert ein Live-Mitschnitt einer Tannhäuser-Vorstellung der Bayreuther Festspiele vom Sommer 1972 mit Beresford in der Titelpartie unter der musikalischen Leitung von Erich Leinsdorf.
Nach Beendigung seiner Bühnenlaufbahn war Beresford als Gesangspädagoge tätig. Zu seinen Schülern gehört u. a. Roman Sadnik. Er starb Ende November 2020 im Alter von 94 Jahren in seiner Wahlheimat Wien.